# Julia Cuchí
Julia Cuchí Vila (Fraga, 7 de marzo de 1995), también conocida como "La Sirenita del Cinca", es una deportista española que compite en piragüismo. También destaca por su compromiso con su ciudad: colabora con asociaciones y colectivos de Fraga, especialmente en temas relacionados con el deporte y la juventud. Es miembro de la asamblea de la Real Federación Española de Piragüismo.

## Trayectoria
Comenzó a competir en piragüismo con 9 años, actividad deportiva que compartía con sus padres, pero también practicó otros deportes, que iban desde el fútbol al básquet, el tenis, la gimnasia rítmica, el patinaje y la natación, como principales. Cursó estudios en el colegio San José de Calasanz y en el Ramón J. Sender hasta los 16 años. El bachillerato en Seo de Urgel donde se formó como piragüista en el centro nacional de tecnificación en el año 2012.
En 2014, con 18 años, Cuchí se marchó a Pau, en Francia, para continuar con su formación deportiva y al mismo tiempo comenzó sus estudios universitarios de Educación Social por la Universidad Nacional de Educación a Distancia (UNED). Posteriormente, estudió un doble grado de INEFC + Fisioterapia en la Universidad de Lérida.

## Reconocimientos
- Reconocimiento de su trayectoria deportiva en el año 2012.[5]

- Mejor Deportista femenina oscense en la XVII Gala del Deporte provincial 2016.[6]

- Candidata a deportista Altoaragonesa en 2017.[7]

### Premios Nacionales
- 2009 Campeona de España en C2 con Alicia Ricart (infantil)

- 2009 Subcampeona de España en K1 y C1, (infantil)

- 2013 Campeona de España Junior, Ponts, Lérida.

- 2014 5ª de España Senior, Seo de Urgel.

- 2021 3ª En la I Copa de España de Eslalon.[8][9]

### Premios Internacionales
- 2013 9ª del mundo en Individual Junior, Liptovsky (Eslovaquia).

- 2013 Campeona de Europa por equipos Junior, Bourg St Maurice, Francia.

- 2013 3ª de Europa en individual Junior, Bourg St Maurice, Francia.

- 2013 1ª en la Segre Cup Junior, Open internacional.

- 2014 23ª del mundo en Individual Sub-23, Penrith, Austria.

- 2014 17.ª de Europa en Individual Sub-23, Skopje, Macedonia.

- 2015 4ª del mundo por Equipos Sub-23, Foz do Iguaçu, Brasil.

- 2015 13.ª del mundo en Individual Sub-23, Foz do Iguaçu, Brasil.

- 2017 4ª por equipos en ele Campeonato del Mundo Sub-23, modalidad K1.[10]

### Destacado
- Participación en 2015: Copa del Mundo Senior, Praga, República Checa. Campeonato de Europa Sub-23, Cracovia, Polonia.[11]

- Oro en el Campeonato de Europa, junio de 2013.[12]

### Otros
- Participó en el Campeonato de Europa de agosto de 2018, modalidad slalom.[13]

- Participó en el Campeonato de Europa 18-20 de septiembre de 2020, modalidad Slalom.